# Don Valley Stadium

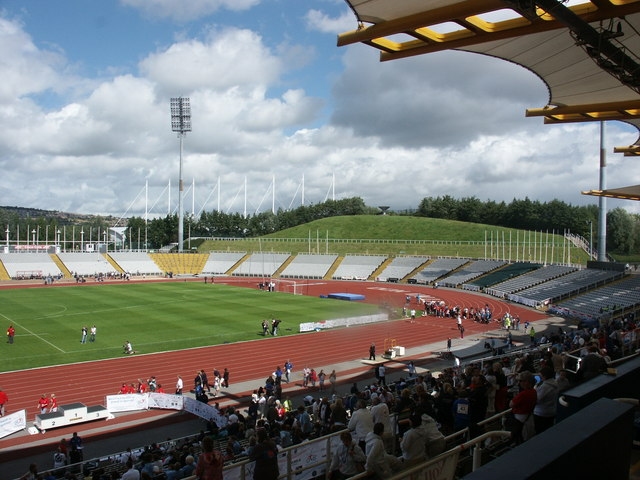
Vista parcial do estádio Don Valley

O Don Valley Stadium (em inglês: Estádio Don Valley) é um estádio de futebol localizado na cidade de Sheffield, na Inglaterra, Reino Unido, e já foi casa do time Rotherham County F.C.. Com capacidade para 25.000 pessoas e inaugurado em setembro de 1990, é o segundo maior estádio de Sheffield e da região, atrás somente do Hillsborough Stadium. O estádio é famoso no Reino Unido por ser o segundo maior estádio do país em capacidade para atividades olímpicas (tendo sido superado recentemente pelo Estádio Olímpico de Londres). 
Desde sua inauguração, o Don Valley tem sido usado como um eficiente local para shows ao vivo, podendo abrigar, durante eventos desse tipo, cerca de 50.000 pessoas.  Entre os nomes da música mundial que já se apresentaram no local estão Michael Jackson (que durante um único show em 1997 garantiu o recorde de audiência do estádio, de quase 60 mil pessoas), U2, Celine Dion e Def Leppard.